# جوت (تخت بندر عباس)
جوت (بالفارسية: جوت) هي قرية تقع في إيران في قسم تخت الريفي. يقدر عدد سكانها بـ 12 نسمة بحسب إحصاء 2016.